# Fuga a due voci
Fuga a due voci è un film del 1943 diretto da Carlo Ludovico Bragaglia.

## Trama
In una casa di produzione cinematografica si fatica a trovare il soggetto per il nuovo film. Un famoso baritono racconta l'avventura occorsagli il giorno precedente, quando, perso il treno, si è ritrovato a vagare per la campagna con una ragazza che aveva lasciato sul treno il fidanzato geloso. I due, sperduti nella notte e privi di documenti, sono poi finiti in prigione. L'avventura può essere lo spunto per la trama del film, ma quale potrebbe essere il finale? E in particolare chi sarà a sposare la ragazza? Nell'unione di finzione e realtà che si viene a determinare, il celebre cantante decide di lasciare il passo al rivale, ma alla proiezione della prima la ragazza pianta in asso il fidanzato per correre da lui.

## Colonna sonora
Colonna sonora del film erano le canzoni di Cesare Andrea Bixio ed Ermenegildo Rusconi, con parole di Nicola Salerno, Soli, soli nella notte e La strada del bosco, grazie alla quale Gino Bechi divenne famoso anche in ambito extra operistico.